# مجموعة أسطوانية
في الرياضيات المجموعة الأسطوانية هي مجموعة مفتوحة طبيعياً من طوبولوجيا الضرب. المجموعات الاسطوانية مفيدة بشكل خاص في توفير قاعدة لطوبولوجيا طبيعية لضرب عدد معدود من المجموعة (ضرب المجموعة في نفسها لعدد معدود من المرات). لتكن V عبارة عن مجموعة منتهية، ثم كل عنصر من عناصر V يمكن أن يمثل بحرف أورمز، و عدد معدود من الضرب ممكن أن يمثل بسلسلة حروف.